# Chakdaha
Chakdaha è una suddivisione dell'India, classificata come municipality, di 86.965 abitanti, situata nel distretto di Nadia, nello stato federato del Bengala Occidentale. In base al numero di abitanti la città rientra nella classe II (da 50.000 a 99.999 persone).

## Geografia fisica
La città è situata a 23° 4' 60 N e 88° 31' 0 E e ha un'altitudine di 10 m s.l.m..

## Società

### Evoluzione demografica
Al censimento del 2001 la popolazione di Chakdaha assommava a 86.965 persone, delle quali 44.079 maschi e 42.886 femmine. I bambini di età inferiore o uguale ai sei anni assommavano a 7.856, dei quali 4.033 maschi e 3.823 femmine. Infine, coloro che erano in grado di saper almeno leggere e scrivere erano 69.099, dei quali 36.996 maschi e 32.103 femmine.